# Luis Berenguer Fuster
Luis Francisco Berenguer Fuster (Alicante, 19 de enero de 1946) es un abogado y político español.
Licenciado en Derecho por la Universidad de Valencia, ha sido profesor de Derecho Mercantil en las Universidades de Valencia y Alicante y actualmente es profesor asociado en la Universidad Carlos III. Se inició en política como militante el Partido de Acción Democrática de Francisco Fernández Ordóñez, y fue elegido diputado por la provincia de Alicante dentro de las filas de Unión de Centro Democrático en las elecciones generales de 1979, partido con el que también fue concejal del Ayuntamiento de Alicante de 1979 a 1982.
Debido al derrumbe de la UCD, se integró en el Partido Socialista Obrero Español, partido con el que fue elegido diputado por la provincia de Alicante en las elecciones generales de 1982, 1986, 1989 y 1993. En 1994 renunció al escaño en el Congreso cuando fue nombrado consejero de Administración Pública de la Generalidad Valenciana, cargo que ocupó hasta 1995. Fue elegido nuevamente diputado en las elecciones a las Cortes Valencianas de 1995 y en las elecciones de 1999 fue elegido diputado al Parlamento Europeo.
Fue miembro de la ponencia que redactó el Estatuto de Autonomía de la Comunidad Valenciana. Desde 2005 fue presidente del Tribunal de Defensa de la Competencia, convirtiéndose más tarde en el primer Presidente de la Comisión Nacional de la Competencia hasta el 30 de septiembre de 2011, siendo sustituido por Joaquín García Bernaldo de Quirós. Berenguer presidió la transformación del sistema español de defensa de la competencia tras la aprobación de la nueva Ley 15/2007, de 3 de julio, de Defensa de la Competencia.